# Барко Сентенера, Мартин дель
Марти́н дель Ба́рко Сентене́ра (исп. Martín del Barco Centenera; 1535, Логросан, Эстремадура — 1602, Лиссабон) — испанский священник, исследователь, поэт. В его честь названа улица в Буэнос-Айресе.

## Биография
Стал светским священником и в 1572 году сопровождал, как священник, экспедицию Хуана Ортиса де Зарате в Ла-Плату в Южной Америке. Стал архидиаконом церкви Парагвая. В 1582 году направился в Лиму, где стал секретарём проходившего там третьего синода.
После возвращения в Европу, в 1602 году закончил свою поэтическую работу, известную как «Аргентина и покорение Рио-де-ла-Платы», которую он посвятил вице-королю Португалии. Данная поэма представляет высокую историческую ценность, так как описывает почти четверть века испанских усилий в Аргентине и соседних странах, которым Сентенера был главным свидетелем, и, таким образом, заполняет значительные пробелы в знании истории того периода.